# 波拉特·阿克硕拉科夫
波拉特·奥拉勒吾勒·阿克硕拉科夫（羅馬化：Bolat Oralūly Aqşolaqov，[boˈɫɑtʔ ʷɔˈrɑɫ.o̙ɫɯ ɑqʂɔˈɫɑqɯf]，俄語：，羅馬化：Bulat Uralovich Akchulakov, 1971年4月9日—，哈萨克斯坦政治家，现任现任哈萨克斯坦能源协会主席。其曾于2022年至2023年担任能源部长。